# Manabo
Manabo ist eine philippinische Stadtgemeinde in der Provinz Abra. Sie hat 10.761 Einwohner (Zensus 2015).

## Baranggays
Manabo ist administrativ unterteilt in elf Baranggays.
| - Catacdegan Viejo - Luzong - Ayyeng (Pob.) - San Jose Norte | - San Jose Sur - San Juan Norte - San Juan Sur - San Ramon East | - San Ramon West - Santo Tomas - Catacdegan Nuevo |